# Segmentation réseau
Pour les articles homonymes, voir Segmentation.
 (février 2023).
Si vous disposez d'ouvrages ou d'articles de référence ou si vous connaissez des sites web de qualité traitant du thème abordé ici, merci de compléter l'article en donnant les références utiles à sa vérifiabilité et en les liant à la section « Notes et références ».
La segmentation réseau est une technique ayant pour objectif de diviser un réseau informatique en plusieurs sous-réseaux. La segmentation est principalement utilisée pour augmenter les performances globales du réseau et améliorer sa sécurité.

## Avantages
- Trafic local diminué
- Sécurité améliorée
- Cloisonnement des pannes